# Raymond Lane
Raymond Aloysius Lane, M.M. (né le 2 janvier 1894 à Lawrence et mort le 31 juillet 1974 à San Francisco) est un missionnaire catholique américain qui fut évêque de Fushun en Chine et supérieur général des Pères de Maryknoll (1946-1956). 

## Biographie
Raymond Lane naît dans le Massachusetts de Michael et Anastasia (née Doyle) Lane. Après avoir reçu son diplôme de la St. John's Preparatory School de Danvers, il renonce à préparer son entrée à West Point et démissionne de son travail dans une grande chaîne commerciale (Rexall) pour devenir prêtre. Il entre donc au séminaire des Pères de Maryknoll situé à Scranton et prononce sa profession en 1913. Il reçoit son ordination sacerdotale le 8 février 1920.
Le Père Lane sert comme procureur général des Pères de Maryknoll pendant plusieurs années avant d'être nommé à Hong-Kong en 1923. De 1925 à 1929, il est le premier supérieur de la mission de Maryknoll en Mandchourie. Il est ensuite recteur du séminaire de Maryknoll situé dans l'État de New York de 1929 à 1932, avant de retourner en Chine en tant que préfet apostolique de Fushun (Fouchouen en français de l'époque) qui se trouve alors dans le territoire du Mandchoukouo, État satellite de l'empire du Japon. Le 13 février 1940, la préfecture est élevée au rang de vicariat apostolique. Raymond Lane est alors nommé vicaire apostolique de Fushun et évêque in partibus d'Hypèpes (de) par Pie XII. Il est sacré le 11 juin suivant par Mgr James Edward Walsh M.M. Après l'attaque de Pearl Harbour en décembre 1941, Mgr Lane est placé en résidence surveillée à Fushun par les Japonais qui administrent de facto le Mandchoukouo. Le Mandchoukouo s'écroule le 15 août 1945 quelques jours après l'invasion de la Mandchourie par l'armée soviétique. La région devient le théâtre d'affrontements armés entre les nationalistes et les communistes. 
Le vicariat est élevé au rang de diocèse le 11 avril 1946 par la bulle Quotidie Nos de Pie XII et il en devient donc le premier évêque diocésain. Mais le 7 août de la même année, il est élu supérieur général de sa congrégation, succédant à Mgr Walsh qui l'avait consacré évêque.
De 1946 à 1956, les Pères de Maryknoll - comme toutes les congrégations catholiques de par le monde - connaissent une expansion remarquable, aussi bien aux États-Unis qu'à l'étranger. En 1953, il reçoit le prix de la Paix de la Catholic Association for International Peace. Après dix ans de supériorat, il démissionne le 6 août 1956. Il laisse la place à John Comber, natif comme lui de Lawrence et ancien missionnaire à Fushun. Il le consacre évêque en 1959.
Mgr Lane meurt au St. Mary's Hospital de San Francisco à l'âge de 80 ans.

## Source
- (en) Cet article est partiellement ou en totalité issu de l’article de Wikipédia en anglais intitulé « Raymond Aloysius Lane » (voir la liste des auteurs).